# Tour de France 2006/14. Etappe
Die 14. Etappe der Tour de France 2006 am 16. Juli war 180,5 km lang. Sie führte bei über 40 Grad Lufttemperatur von Montélimar nach Gap an den Fuß der Alpen und bot mit vier mittelschweren Bergwertungen einen Vorgeschmack auf das, was die Fahrer in den nächsten Tagen erwarten sollte.
Nach dem großen Erfolg der Ausreißer auf dem vergangenen Tagesabschnitt versuchten zu Beginn erneut viele Fahrer ihr Glück im Angriff. Die Fluchtgruppe, die das Feld nach 20 Kilometern ziehen ließ, bestand aus fünf Fahrern. Matthias Kessler, Salvatore Commesso und Pierrick Fédrigo hatten sich bei km 33 abgesetzt. Nachdem die Gruppe zwischenzeitlich auf zehn Fahrer angewachsen war, blieben dann die drei Initiatoren sowie Egoi Martínez und Mario Aerts übrig. Im Feld blieb es unruhig, weil immer wieder Fahrer versuchten, zur Spitzengruppe aufzuschließen. Rik Verbrugghe und David Cañada nahmen die Verfolgung auf. Martínez hingegen brach den Fluchtversuch ab und ließ sich von der ersten Gruppe ins Hauptfeld zurückfallen.
Kurz vor dem Gipfel des Col de Peyruergue hatten die zwei Verfolger zu den vier Führenden aufgeschlossen. Sie überquerten zusammen den Col de Perty. Der Maximalvorsprung lag bei 5:42 min. Dann kam es in der Ausreißergruppe zu einer dramatischen Szene: 38 Kilometer vor dem Ziel in einer Rechtskurve, in der sich Rollsplit befand, versteuerte sich Verbrugghe und stürzte über die Leitplanke. Hinter ihm rutschte Cañada ebenfalls weg, Kessler versuchte ihm auszuweichen und schoss auch über die Leitplanke hinweg. Er konnte weiterfahren, während Cañada mit Schulterproblemen am Rand sitzen und Verbrugghe blutüberströmt im Graben liegen blieb. Kessler wartete dann auf das Hauptfeld. Commesso, Fédrigo und Aerts setzten die Flucht fort. Im Anstieg zum Col de la Sentinelle attackierte Fédrigo. Während Commesso ihm folgen konnte, musste Aerts abreißen lassen. Auch im Hauptfeld begannen die Fahrer, am Sentinelle das Tempo durch Attacken zu forcieren. Commesso und Fédrigo erreichten zusammen den Gipfel.
In der mit zwei Gegensteigungen bestückten Abfahrt vom Sentinelle drückte die Verfolgergruppe mit allen Favoriten aufs Tempo, konnte aber aufgrund der verschiedenen Interessen die Ausreißer schließlich nicht mehr einholen. Im Zielsprint siegte Fédrigo vor Commesso. Christian Vande Velde hatte sich aus der 34-köpfigen Verfolgergruppe lösen können und überfuhr als Dritter die Ziellinie.

## Aufgaben
- 138 Rik Verbrugghe – während der Etappe, Oberschenkelhalsbruch nach Sturz
- 142 David Cañada – während der Etappe, Schlüsselbeinbruch nach Sturz
- 163 Magnus Bäckstedt – während der Etappe, Erkältung
- 182 Mirko Celestino – während der Etappe

## Zwischensprints
1. Zwischensprint in La Bonté (50 km)
| Erster  | Mario Aerts      | 6 P. und 6 s |
| Zweiter | Pierrick Fédrigo | 4 P. und 4 s |
| Dritter | Egoi Martínez    | 2 P. und 2 s |

2. Zwischensprint in La Plaine (160,5 km)
| Erster  | Salvatore Commesso | 6 P. und 6 s |
| Zweiter | Pierrick Fédrigo   | 4 P. und 4 s |
| Dritter | Mario Aerts        | 2 P. und 2 s |

## Bergwertungen
Côte du Bois-de-Salles, Kategorie 3 (14 km)
| Erster  | Michael Boogerd  | 4 P. |
| Zweiter | Eddy Mazzoleni   | 3 P. |
| Dritter | José Rujano      | 2 P. |
| Vierter | Stéphane Goubert | 1 P. |

Col de Peyruergue, Kategorie 3 (72,5 km)
| Erster  | Salvatore Commesso | 4 P. |
| Zweiter | Mario Aerts        | 3 P. |
| Dritter | Matthias Kessler   | 2 P. |
| Vierter | Pierrick Fédrigo   | 1 P. |

Col de Perty, Kategorie 2 (97 km)
| Erster   | David Cañada       | 10 P. |
| Zweiter  | Mario Aerts        | 9 P.  |
| Dritter  | Pierrick Fédrigo   | 8 P.  |
| Vierter  | Salvatore Commesso | 7 P.  |
| Fünfter  | Matthias Kessler   | 6 P.  |
| Sechster | Rik Verbrugghe     | 5 P.  |

Col de la Sentinelle*, Kategorie 2 (171 km)
| Erster   | Salvatore Commesso | 20 P. |
| Zweiter  | Pierrick Fédrigo   | 18 P. |
| Dritter  | Michael Boogerd    | 16 P. |
| Vierter  | Fränk Schleck      | 14 P. |
| Fünfter  | Michael Rasmussen  | 12 P. |
| Sechster | Haimar Zubeldia    | 10 P. |

*Die Punkte der Bergwertung werden verdoppelt, wenn der letzte Pass der Etappe der Kategorie HC, 1 oder 2 entspricht.
- Siehe auch: Fahrerfeld